# Battle Guy
Marty Eisenberg es un amigo de Dave Lizewski. Se viste como Battle Guy y es miembro del equipo de Justicia para siempre. Basado en el Capitán América

## Biografía

### Origen
Marty ha sido mejores amigos con Dave Lizewski ya que ambos estaban siete. Cuando Dave empezó a preguntarse por qué nadie en realidad estaba recibiendo por ahí y ser superhéroes, Marty se burló de él al principio, pero luego, cuando Kick-Ass hizo su debut y de crimen de lucha disfrazados se convirtieron en lugar común, Marty fue inspirado y como resultado, se convirtió en batalla Individuo.

### Justicia para siempre
Marty y Dave revelan sus identidades secretas entre sí. Como Battle Guy, que más tarde se unió a Justicia por siempre, pero intimidado por todas las historias del origen de los demás, compuesto por una historia sobre cómo fue testigo de sus padres asesinados y comidos por un maníaco después de una ópera, que se reía de sus madres gran culo y después utilizado sus tarjetas de crédito para comprar Pay-Per-View porno.
Cuando Kick-Ass se unió a la Justicia para siempre, reconoció la voz de Marty y reveló que su historia de origen era falsa y que sus padres aún estaban con vida. A pesar de la mentira, Batalla de Guy fue aceptado en la Justicia siempre y ayudó a derribar una organización de tráfico humano. Rápidamente se convirtió en socio directo de Kick-Ass en la lucha contra la delincuencia. Poco después, los dos se convenció a su amigo, Todd, para convertirse en un superhéroe también.

### El ataques Motherfucker
Después de que Chris dirigió un ataque en el barrio donde Katie Deauxma vive, la policía ordenó la detención de toda persona disfrazado en el barrio, ya se trate de héroe o villano. El padre de David , sin ganas de ver a su hijo arrestado decidió entregarse, alegando ser Kick-Ass, para gran dolor de Dave.
Marty permitió a Dave para vivir en su casa, sólo para descubrir que a Dave Chris tenía su padre asesinado en prisión. Marty asistió al funeral del padre de David, pero David fue secuestrado por los matones de Chris; luego fue rescatado por Mindy Macready .
Durante la pelea en Times Square entre los superhéroes y los supervillanos, tanto Todd y Marty involuntariamente ayudaron a Hit-Girl en la muerte de la Madre Rusia , un guardaespaldas de Chris. Después de la pelea, la policía arrestó a todos los vigilantes disfrazados en el acto. Dave Todd, y Marty evadieron la policía en un callejón y esperaron a Hit-Girl en aparecer, sin saber que fue arrestada.
Con Hit-Girl en la custodia, Dave recibe una carta de Mindy y descubre que ha heredado de US $ 2 millones en efectivo junto con todos los de Macready "armamento, vehículos y equipos de lucha contra el crimen", junto con instrucciones sobre cómo sacarla de la cárcel. Seis semanas más tarde, se vuelve a ensamblar los restos de Justicia para siempre e intenta llevarlos en una operación de la cubierta para liberar a Hit-Girl; el equipo se vio fuera de los muros de la prisión, sin embargo, y huye, dejando a Mindy en la celda de la prisión.
La vida después de la High School secundaria Editar
Seis meses más tarde, Marty se gradúa de la escuela secundaria y se va a la Universidad de Harvard para estudiar medicina en los próximos años.

### Personalidad
Marty tiene gran parte de la misma personalidad como compañero de superhéroe y amigo de Todd Haynes . Él es libre de preocupaciones, y exhibe afán extremo de convertirse en un superhéroe. A pesar de su actitud valiente, que ha dado muestras de cobardía. Marty también es muy inteligente y se fue de la Universidad de Harvard para estudiar medicina después de graduarse de la escuela secundaria.

## Poderes y habilidades
Marty se ha mostrado prometedor en el campo de batalla por algún tipo de formación con la Justicia para siempre, la celebración de su propia contra Tóxico-Mega Cunts de Red Mist mucho antes de que la batalla terminó. Sin embargo, se puede suponer que se escondió durante la mayor parte de la batalla.

### Armas y equipo
Marty tiene dos escudos en miniatura de colores unidos a sus antebrazos, usándolos para libra en los rostros de sus enemigos.

## En otros medios

### Cine
- Hace su debut en Kick-Ass (película), Marty interpretado por Clark Duke es el mejor amigo de Dave Lizewski y Todd Haynes.
- Aparece nuevamente interpretado por Clark Duke, inspirado en Kick-Ass, Marty decide unirse a Justicia por siempre y crea su propio disfraz. No pasó mucho tiempo para que se uniera superhéroe equipo de Justicia para siempre, bajo el alias de "Battle-Guy" a pesar de que está nervioso pensando que no va a tener una historia de fondo fresco como los demás, por lo que constituye una mentira diciendo que sus padres fueron asaltados y asesinados volviendo a casa de la ópera, y los tipos que los mataron usaron sus tarjetas de crédito en pornografía lugares de interés turístico. Rápidamente aceptado en el equipo y se convierte en un miembro anterior. Sin embargo, cuando Kick-Ass se unió al equipo Marty empezó a decirle a los demás su historia en su historia real haciendo, Dave lo reconoció, Dave le pregunta por qué él hizo su historia sobre sus padres perder la vida, por lo que Marty se ve obligado a decir a los demás que su historia acerca de su muerte a los padres era una mentira, a pesar de que estaba tratando de encontrar la manera de decir la verdad sin sonar como un idiota, dijo que se sentía "fuera de lugar", como todos los demás tenían una buena historia. y él era el único sin una, A pesar de que él mintió, él es perdonado rápidamente y dejó descolgado por el líder del equipo Colonel Stars and Stripes.

## Curiosidades
Battle Guy y su homólogo de la película tienen un vestuario similar al de  Steve Rogers / Capitán América, los colores y el escudo rojo con un anillo blanco y en el centro un círculo rojo.
- Datos: Q20850416